# Stormgaller
Stormgaller är en form av stormhinder som används istället för palissader. Det har formen av ett kraftigt järnstaket med en höjd av några meter och skarpslipade spetsar vid toppen. Inför ett förväntat anfall flätades rikligt med taggtråd in i gallret.
Stormgaller kan beskådas på Karlsborgs fästning.